# Decorazione del Burgenland
La Decorazione del Burgenland (in tedesco: Ehrenzeichen des Landes Burgenland) è un'onorificenza concessa dallo stato federato austriaco del Burgenland.

## Storia
La decorazione del Burgenland venne istituita ufficialmente con la legge regionale n. 19/1961 del 30 maggio 1961. Lo statuto originario ancora oggi valido prevede che la decorazione venga assegnata a quanti abbiano compiuto servizi speciali nel campo dei lavori pubblico privati per il benessere generale o comunque che abbiano promosso lo sviluppo del Burgenland.

## Classi
La medaglia è suddivisa in sette classi di benemerenza:
- Croce di commendatore con stella
- Croce da commendatore
- Gran decorazione
- Decorazione
- Medaglia di merito
- Medaglia d'oro
- Medaglia d'argento

La medaglia è costituita da una croce biforcata smaltata di rosso e bordata d'oro, le cui braccia sono circondate da una corona d'alloro smaltata in oro. Al centro della decorazione si trova uno scudo smaltato con lo stemma del Burgenland.
La stella dell'ordine è costituita da una placca a forma stella raggiante, sovrastata dalle insegne dell'ordine.
Il nastro dell'ordine è costituito da una fascia a strisce rosso-giallo-rosso-giallo.

## Insigniti notabili
- Erwin Pröll